# Церква Найсвятішого Серця Ісуса
Церква Найсвятішого Серця Ісуса — чинна церква УГКЦ у Львові, в мікрорайоні Рясне, на вулиці Фещенка-Чопівського, 2а. Колишній костел.

## Розташування
Церква розташований на північно-західній околиці Львова в мікрорайоні Рясне, в місцевості Кам'янка (колишня Баторівка). Розміщений на трапецієвидній ділянці зорієнтований абсидою на північний захід, а входом на південний схід. 

## Історія
У 1936 році виникла ідея будівництва парафіяльного костелу у Рясній Польській, яка передувала відзначенню 50-ліття священичества Болеслава Твардовського. Початково будівництво планувалось на місці корчми, що належала архієпископській курії, але за порадою архітектора Вавжинця Дайчака ділянку було віддано під «народний дім», а неподалік, у торгівця вином Ришарда Штадтмюллера, придбано нову, обрану особисто Дайчаком. 
Наприкінці 1937 або на початку 1938 виконано проект. 25 вересня 1938 року освячено наріжний камінь. Будівництво провадив Якуб Гайдучек з Великого Голоска. Нагляд за будівництвом від імені Дайчака здійснював Єжи Гаврот. Ще того ж року костел накрито дахом. У вересні 1939 року утворено нову парафію з частин парафій Рясного і Клепарова. Урочисте освячення готовий костел планувалося на 3 вересня 1939 року, але через початок Другої світової війни церкву освячено не було. Зробити це вдалось лише після війни. Церква діяла до 1946 року, але після виїзду більшості представників польської громади Баторівки до Польщі, вона була закрита, а з часом перетворена на склад хімреактивів. 
У 1991 році в церкві проведено реставраційні роботи та передано греко-католицькій громаді Рясного. Посвяту збережено.

## Архітектура
Подвір'я перед головним входом із двох боків оточене аркадами, увінчаними мініатюрними капличками зі скульптурними зображеннями Ісуса Христа та Матері Божої (скульптор Мар'ян Шпіндлер). 
Церква мурована, збудована з цегли із використанням залізобетону, тинькована. У плані прямокутний із чотирипрясловою навою і вужчим від неї пресбітерієм, замкнутим півциркульною абсидою. До пресбітерія з обидвох боків примикають прямокутні у плані захристії. Перекриття нави балкове, пресбітерію і прясла над хорами — хрестове, абсиди — конхове. Дах над навою високий двоспадовий, над вежечками і абсидою — конічний. В інтер'єрі ребра перекриттів переходять у бокові поперечні простінки, що утворюють по боках нави по чотири неглибокі каплиці. Ряди каплиць з обидвох боків нави утворюють зовні два об'єми, подібні на бічні нави. Ця особливість дещо зближує планування до типового базилікового. 
Головний фасад двоярусний зі східчастим фронтоном. Тильний фронтон повторює цей же силует. З двох боків до головного фасаду примикають круглі у плані вежечки зі сходовими клітками. Між вежами утворено невеликий передсінок із півциркульно завершеним входом і терасою над ним. Другий ярус головного фасаду має велике півциркульно завершене вікно. На других ярусах бічних фасадів по шість круглих вікон, вікна бокових каплиць (нижній ярус) — великі із півциркульними завершеннями. У вежечках вузькі вікна, стилізовані під бійниці. Абсида має п'ять вузьких півциркульно завершених вікон. У захристіях вікна прямокутні. На другому ярусі головного фасаду встановлено скульптуру Ісуса Христа, виконану Мар'яном Шпіндлером.
За задумом Дайчака, праворуч від костелу мала стояти висока дзвіниця з годинником, але вибух війни перекреслив реалізацію цього плану.

## Світлини

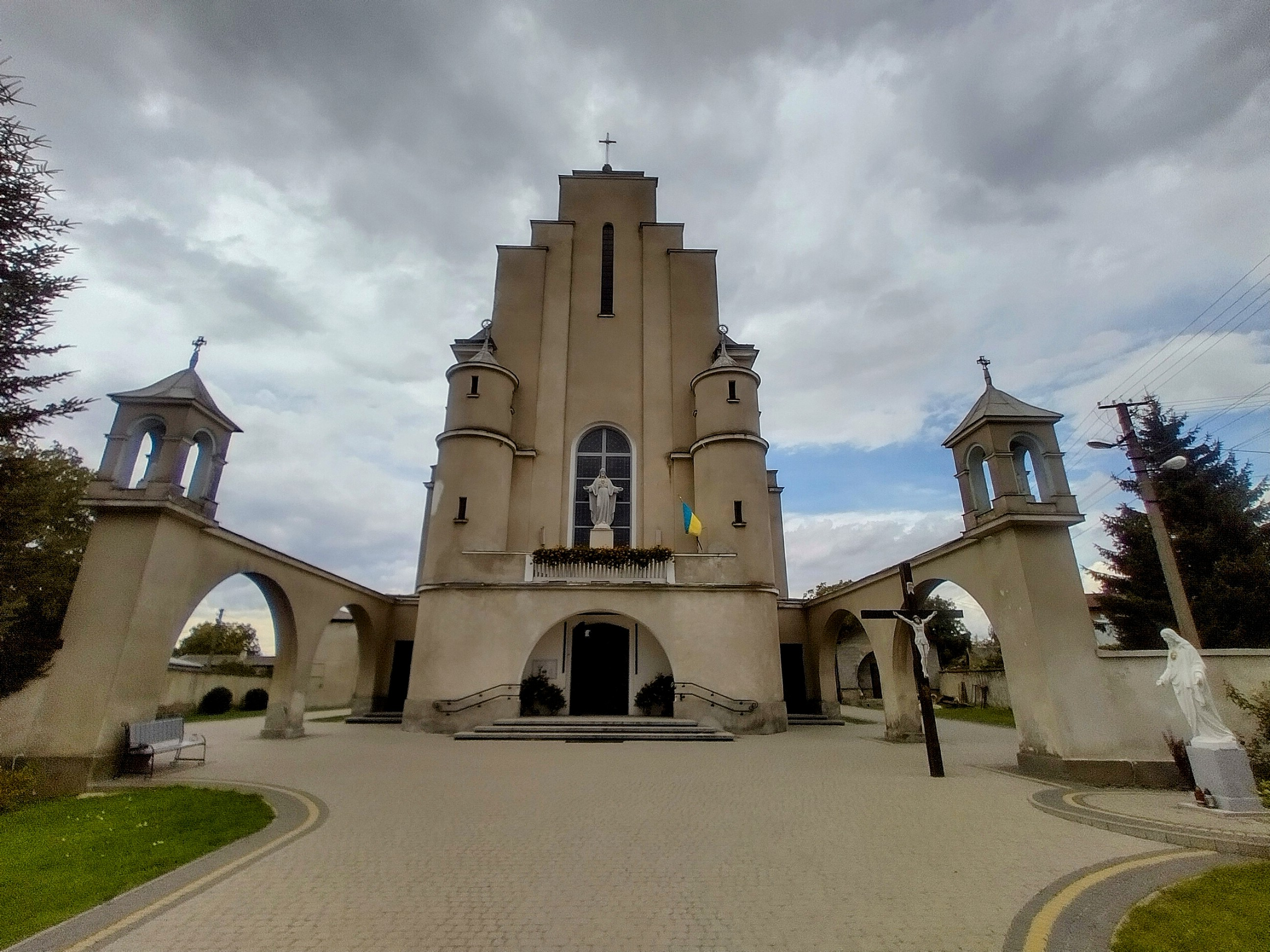
Панорамний вигляд
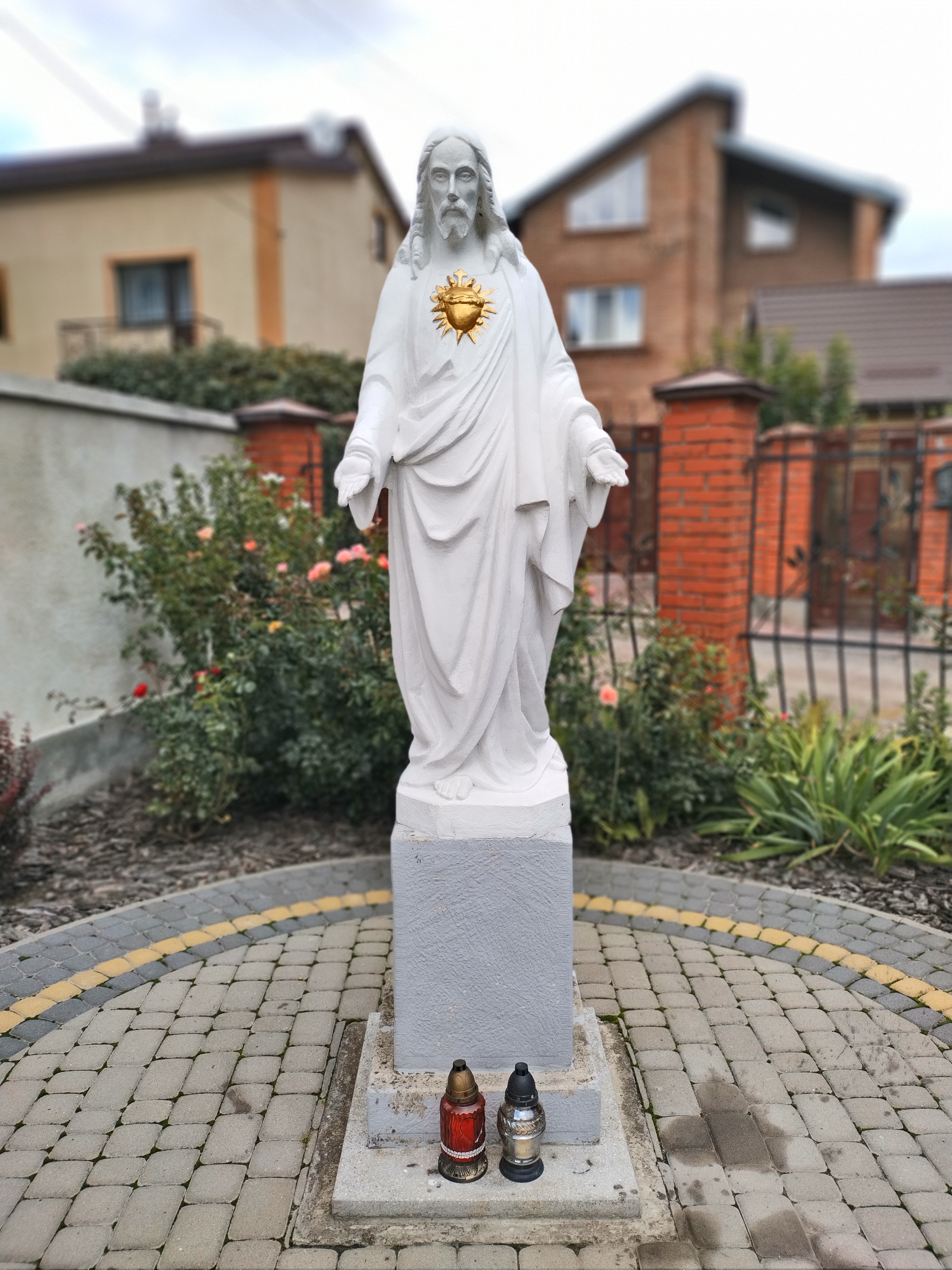
Скульптура Ісусу Христу при вході
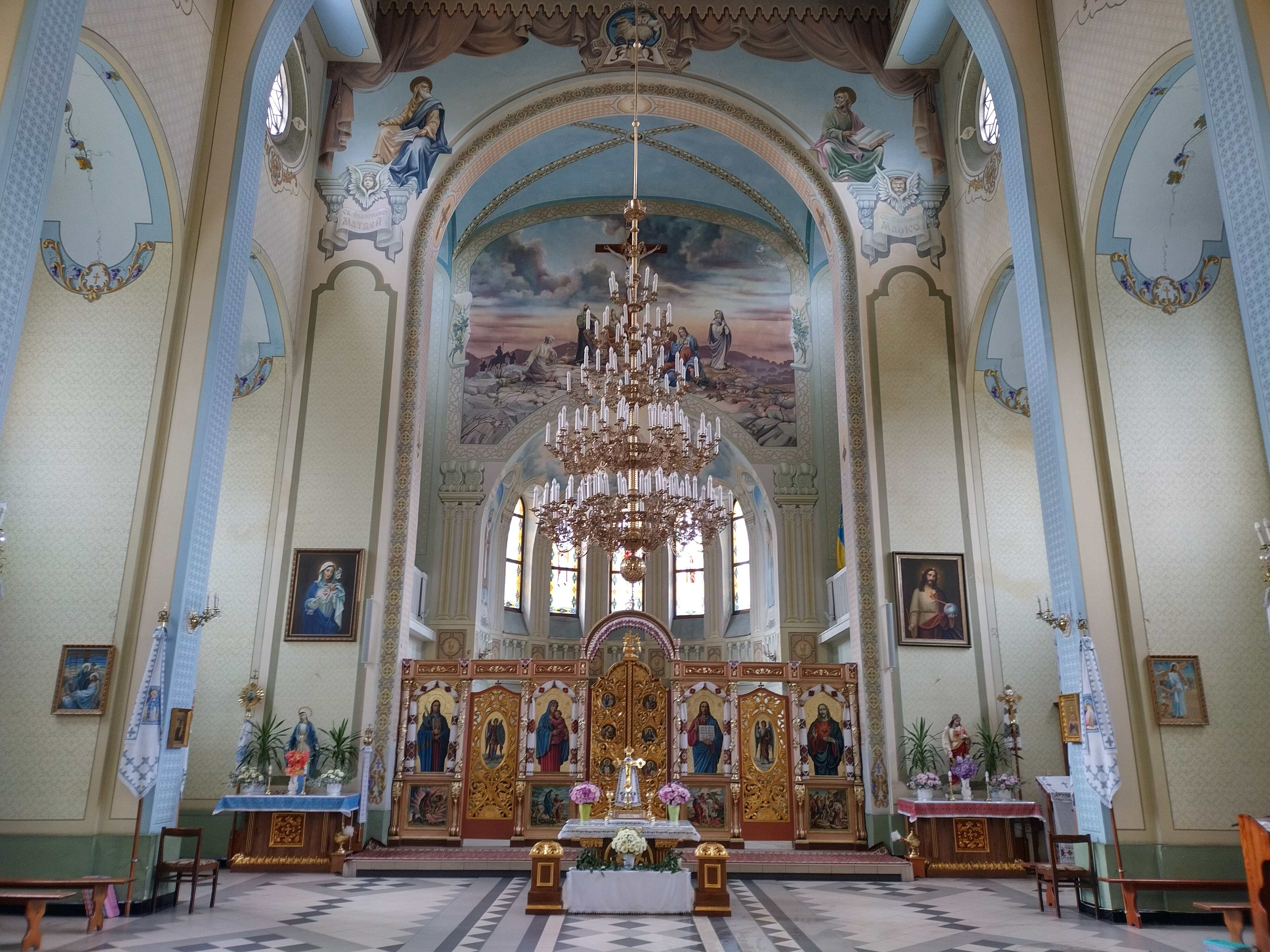
Внутрішній інтер'єр
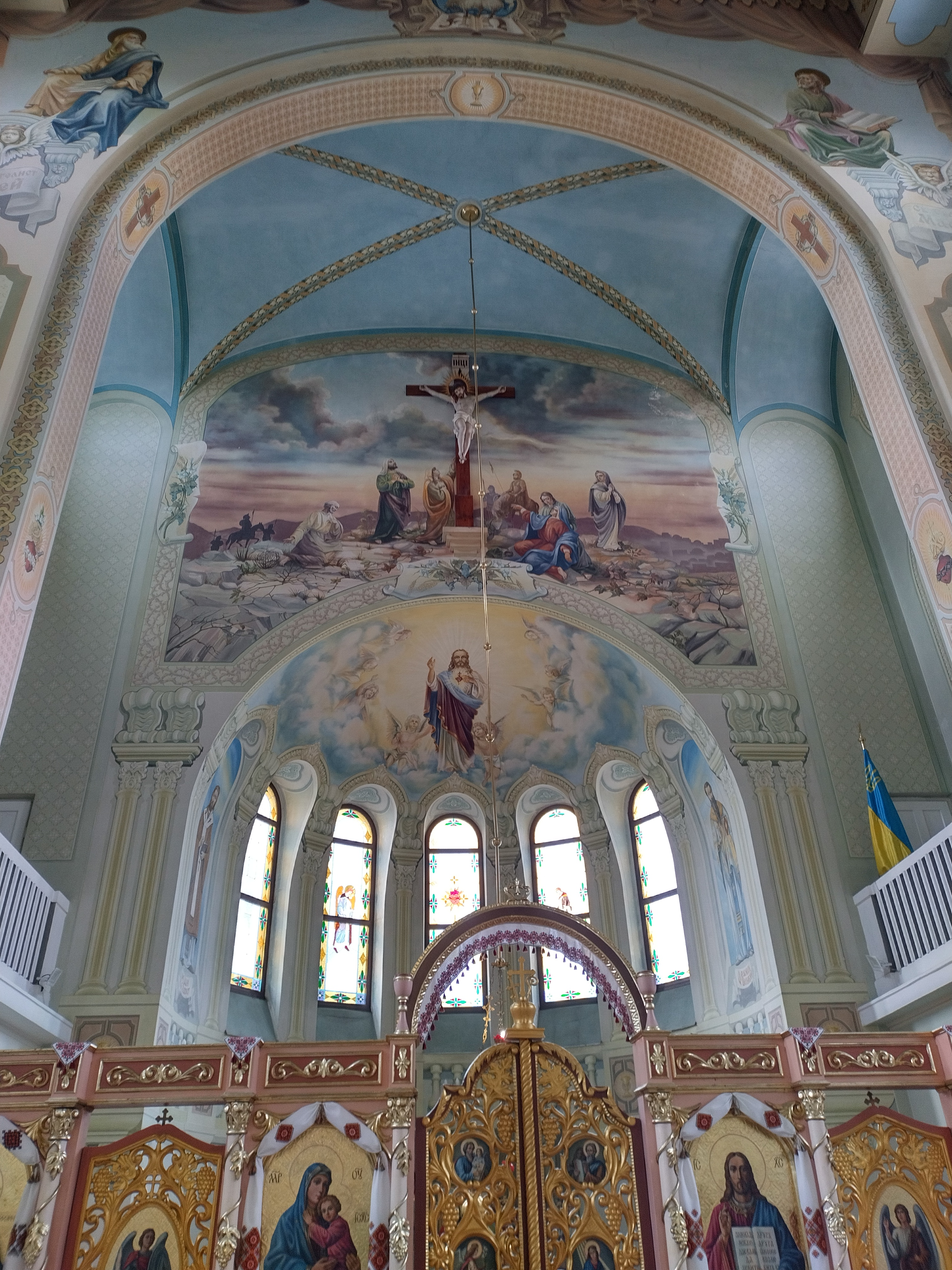
Стінопис
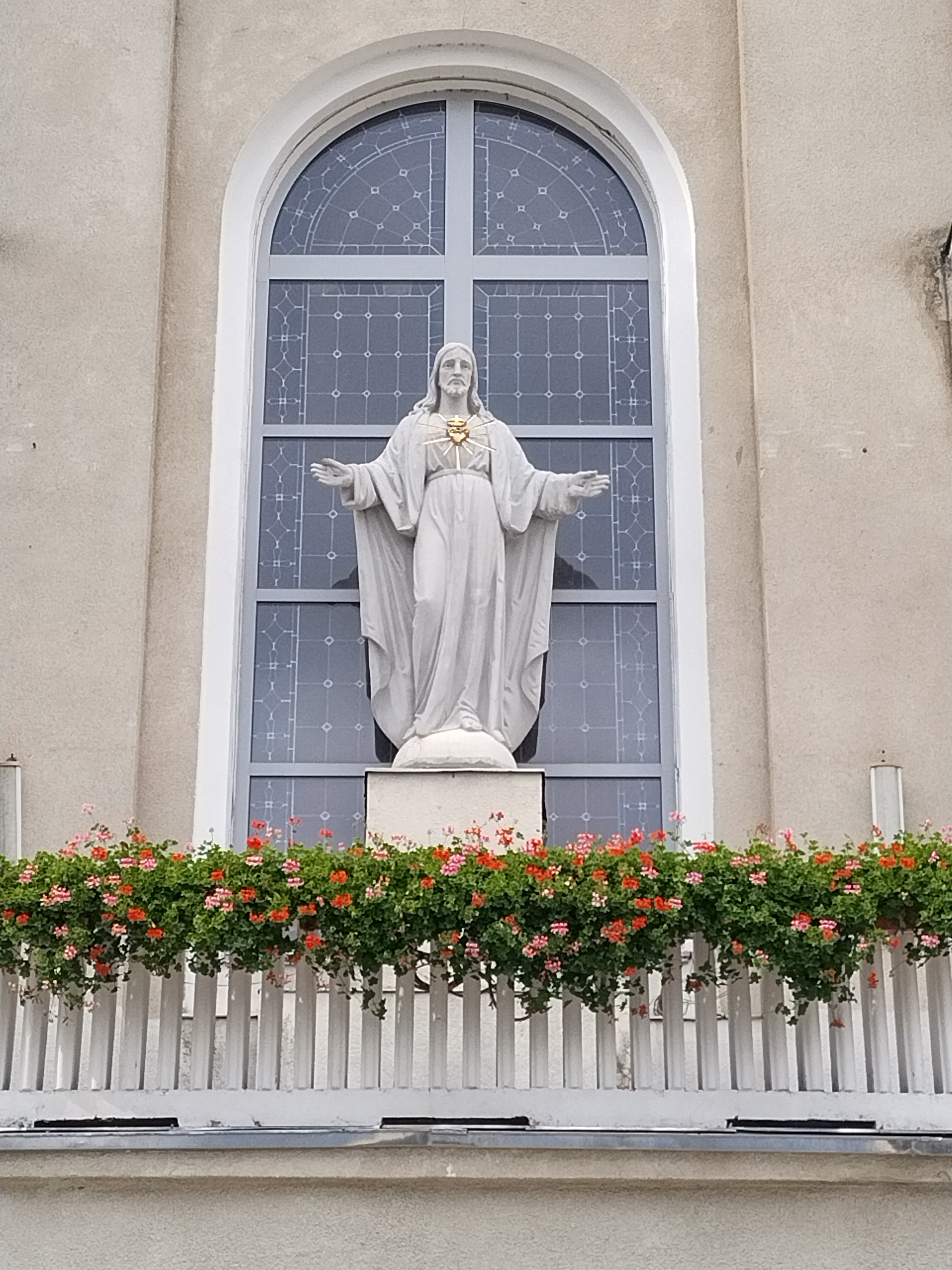
Скульптура Ісусу Христу на порталі